# День Симона Зілота
День Симо́на Зило́та — церковний день пам'яті Симона Зилота (Кананіта) та традиційне народне свято. Відзначається  східними християнами — 10 травня, зокрема Православною церквою України, а західними християнами— 28 жовтня. 

## Народні традиції
У цей день жінки ходять по лісах, збираючи лікарські рослини. В народі вважають, що Зилот дає цілющу траву і  порядкує рослинами. Рвуть наступні трави: ромашка, брат-і-сетра, п'ятилисник, матошник тощо. Трави засушують, а потім вживають від хвороб: роблять ванни, настої для пиття. 
Потім жінки влаштовують святкування. Наготувавши млинців, яєшні, сала, риби, вареників, взявши ряжанку, горілку, беруть усе в кошики і йдуть до лісу.